# Mujeres asesinas (serie de televisión colombiana)
Mujeres asesinas es una serie de televisión colombiana realizada por VISTA Productions para Telemundo y RCN Televisión. Es una adaptación de la serie argentina "Mujeres asesinas", realizada por Pol-Ka entre 2005 y 2008. La versión colombiana es adaptada por Diego Vivanco, y dirigida por Carlos Gaviria y Raúl García.
La producción se estrenó el 19 de octubre de 2007, en horario estelar. Se transmitió inicialmente los días viernes a las 9:00 p. m..
La primera temporada se presentó los viernes y los sábados, y el último capítulo de la primera temporada se presentó el lunes a las 10:00 p. m..

## Sinopsis
La serie cuenta casos basados en hechos reales, que muestran cómo una mujer es capaz de estar en paz y acabar con su sufrimiento de la manera más letal, matando. En cada capítulo, la protagonista trata de encontrar la manera de deshacerse de sus problemas, motivadas por amor, venganza, dolor, desesperación, rencor, desprecio, odio, golpes, adicción o frustración. Pero el resultado es peor, pues terminan asesinando a sus seres queridos y a quienes les hicieron daño.

## Elenco

### Actrices principales

#### Primera temporada
- Alejandra Borrero: Emilia, la carnicera.
- Carolina Gómez: Graciela, la incendiaria
- Nórida Rodríguez: Candela, la esposa improvisada
- Ana María Orozco: Helena, la Monja
- Mónica Lopera: Lucía, la memoriosa
- Marisol Romero: Rosario, la amiga
- Sandra Beltrán: Sandra, la tramitadora
- Lorena Meritano: Mariela, la envenenadora
- Carolina Cuervo: Laura, la abandonada
- Carolina Sabino: Mercedes, la virgen
- Valentina Acosta: Andrea, la rumbera
- Geraldine Zivic: Ana María, la heredera
- Karen Martínez: Lisa, la soñadora
- Helena Mallarino: Stella, la huérfana emocional
- Daniel Lugo, Juliana Galvis y Susana Torres : La falsa mujer

#### Segunda temporada
- Cristina Umaña: Irma, la de los peces
- Flora Martínez: María, la creyente
- Martina García: Juana, la corrosiva
- Carolina Gómez: Blanca, la operaria
- Manuela González: Claudia, la cuchillera
- Natalia Jerez: Patricia, la vengadora
- Aura Cristina Geithner y Carolina Gaitan: Laura, la encubridora
- Juana Acosta: Martha, la madre
- Ana Lucía Domínguez: Paula, la bailarina
- Katherine Porto: Sandra, la confundida
- Natasha Klauss: Olga, la portera
- Katherine Vélez: Helena, la protectora
- Coraima Torres: Carmen, la honrada
- Jacqueline Arenal: Clara, la fantasiosa
- Ana Bolena Mesa: Javiera, la ingenua

### Actores secundarios
- Humberto Dorado y Mijail Mulkay: Emilia, la carnicera.
- Juan Pablo Franco, Adriana Arango y Fabio Rubiano: Graciela, la incendiaria.
- Carlos Duplat, Luis Fernando Hoyos, Carmenza González y Ana María Abello: Candela, la esposa improvisada.
- Verónica Orozco, Alina Lozano, Nestor Alfonso Rojas y Víctor Hugo Morant: Helena, la monja.
- Carmenza Cossio, Marcela Benjumea y Carlos Manuel Vesga: Lucía, la memoriosa.
- Patricia Castañeda, Andrés Juan y Estefanía Godoy: Rosario, la amiga.
- Santiago Moure y Javier Delgiudice: Sandra, la tramitadora.
- Helga Díaz, Lina Luna, Patricia Tamayo y Patricia Polanco: Mariela, la envenenadora.
- María José Martínez, Helena Mallarino y Gerardo Calero: Laura, la abandonada.
- Ángela Vergara, Myriam de Lourdes y Andrés Sandoval: Mercedes, la virgen.
- Juliana Posso, Tommy Vásquez, Edgardo Román y Jenny Osorio: Andrea, la rumbera.
- Dora Cadavid, Julián Román y Margalida Castro: Ana María, la heredera.
- Jairo Camargo, Felipe Botero, Consuelo Luzardo, Carlos Muñoz y Aura Helena Prada: Irma, la de los peces.
- Marcelo Dos Santos y Lorena Meritano: Helena, la protectora.
- Andreah Patapi
- Ana María Arango
- Marcela Agudelo
- Mimi Morales
- Jennifer Steffens
- Stefanny Escobar
- Florina Lemaitre
- María Angélica Mallarino
- Cristina Campuzano
- Yaneth Waldman
- Valerie Domínguez
- Carmenza Gómez
- Lina Angarita
- Carolina Gaitan

La serie también cuenta con actores reconocidos, tales como:
- Carlos Duplat
- Gastón Velandia
- Julián Román
- Víctor Mallarino
- Jaime Santos
- Abel Rodríguez
- Gerardo Calero
- Roberto Manrique
- Gerardo de Francisco
- Edgardo Román
- Jairo Camargo
- Juan Pablo Shuk
- Ariel Díaz
- Silvio Ángel
- Álvaro Rodríguez
- Cristóbal Errázuris
- Gustavo Angarita
- Lucas Velásquez
- Julián Arango
- Ernesto Benjumea
- Juan Ángel
- Diego Vélez
- Ricardo Vélez
- Orlando Valenzuela

## Premios y nominaciones

### Premios TVyNovelas
| Año  | Categoría            | Nominado             | Resultado |
| ---- | -------------------- | -------------------- | --------- |
| 2009 | Mejor Unitario       | Mejor Unitario       | Ganadora  |
| 2008 | Mejor Serie Favorita | Mejor Serie Favorita | Ganadora  |

### Premios India Catalina
| Año  | Categoría                         | Nominado                | Resultado |
| ---- | --------------------------------- | ----------------------- | --------- |
| 2008 | Mejor Actriz Protagónica De Serie | Alejandra Borrero       | Ganadora  |
| 2008 | Mejor Serie o Miniserie           | Mejor Serie o Miniserie | Nominada  |